# Tatsuro
Tatsuro es el vocalista y letrista ocasional del grupo MUCC.

## Biografía
Iwakami Tatsurou nace el 21 de agosto de 1979 en la ciudad de Mito, prefectura de Ibaraki (Japón). Durante sus primeros años en el colegio soñaba con seguir los pasos de sus padres y convertirse en peluquero, pero la influencia de sus hermanos fue determinante, ya que ellos le introdujeron en el mundo de la música, presentándole grupos japoneses famosos de la época como "The Blue Hearts" o "Buck-Tick". Su primera actuación fue en el festival cultural del colegio estando SATOchi a la batería, puesto que eran amigos desde pequeños. Después de recibir una tarjeta de felicitación por el nuevo año de SATOchi justo después de esta primera actuación cambió sus planes de seguir con el negocio familiar por ser cantante. Tras conocer a Miya en un concierto en 1997, decidieron formar un grupo de música, MUCC.

## Proyectos Musicales
Fuera de MUCC, en el 2001 creó un grupo de versiones de Buck-Tick llamado BLUCK-TLICK con Yuu (Merry), Aie (deadman), Lay (Fatima) y Tsuyoshi (Karimero), nunca editaron nada oficialmente pero sí que dieron algún concierto de los que salió el bootleg "Area Session Taikai 2002-11-01", que incluía seis canciones. En 2006, durante la "D'erlanger Night" (una serie de conciertos en homenaje al grupo D'erlanger), participó en un grupo de sesión hecho específicamente para esos conciertos llamado "I CAN'T LIVES".

## Equipo

### Micrófono
Como micrófono usa un Sony Condenser Microphone C-800G.

### Armónica
En contadas canciones como "Kokoro No Nai Machi", "FUZZ"... Tatsurou toca la armónica, principalmente ha usado dos tipos de armónicas:
- Hohner Blues Sharp.
- Tombo Major Boy.